# ZZZ Hacker
ZZZ Hacker ist eine 1980 von den Brüdern Kussi und Coach Weber gegründete Punkband aus Bielefeld. Die Ärzte bezeichnen ZZZ Hacker als „faulste Band der Welt“.

## Geschichte
Nach Gründung der Band wurde zeitweise im AJZ Bielefeld geprobt, wo auch viele der ersten Auftritte der Band Anfang der 1980er-Jahre stattfanden. Ab 1984 spielte die Band diverse Konzerte in ganz Deutschland, unter anderem mit Bands wie Die Toten Hosen oder Peter and the Test Tube Babies, aber keine ganzen Tourneen. Nebenbei spielten Mitglieder der Band auch bei Mod-Revival-Bands wie Jetzt! oder Lik Bit Express. Mit dem Einstieg von Charles Hacker sowie T-Kiela kam Anfang der 1990er-Jahre frischer Wind in die Band. Zahlreiche Konzerte folgten, bis dann nach 18 Jahren Bandgeschichte 1998 das erste Album der Band veröffentlicht wurde. Neben dem Album Kein Bier Kein Ton… kamen diverse Splitsingles sowie 1983 die EP Kind sieh da nicht hin auf den Markt. Alle fünf Jahre feiert die Band sich selbst beim Hackerfest, einem zweitägigen Festival mit unter anderem zwölf Bands und dem „Hackerballett“. 2003 spielten ZZZ Hacker den Titeltrack zum Film Operation Dance Sensation ein; den Gesang übernahm Bela B. 2012 veröffentlichte die Band nach vielen Jahren einen neuen Tonträger. Die Arminia EP 3.0 wurde im Rahmen eines Heimspiels von Arminia Bielefeld im März 2012 live auf dem Rasen der Bielefelder Alm präsentiert. Aufgenommen wurde diese EP im Studio von Claus Grabke.

## Bandmitglieder
Als Gründungsmitglied der Band spielt „Coach“ seit 33 Jahren Bass. Nachdem er einen Tattoo- und Piercingladen in Bielefeld eröffnete, trat er aus Zeitgründen aus seiner Zweitband Dustsucker aus. Mit seinen Bandkollegen ist er bei jedem Heimspiel des DSC Arminia Bielefeld anzutreffen.
„Kussi“ hat mit „Coach“ die Band gegründet. Er ist Gitarrist, springt aber auch als Schlagzeuger (1985–1987) oder Sänger ein. Er betreut die Öffentlichkeitsarbeit und die ZZZ Hacker Homepage. „Kussi“ ist verantwortlich für das Band-Merchandise und betreut seit 2009 den Shantychor Shantallica.
Nachdem ZZZ Hacker mit dem Problem zu kämpfen hatten, dass Schlagzeuger häufig wechselten, stieß im Sommer 1990 der Schlagzeuger Charles zur Band. Nachdem Bart im Februar 1999 die Band verließ, ist Charles singender Stehschlagzeuger.
Gitarrist „T-Kiela“ ist seit 1993 in der Band, vorher spielte er bei den Bad Ties.
Neben den vier Musikern sind noch andere Menschen an den Konzerten beteiligt. Es gibt ein Ballett, das Hackerballett, sowie die Mörderblumen, die visuelle Akzente während der Liveauftritte der Band setzen.

## Diskografie

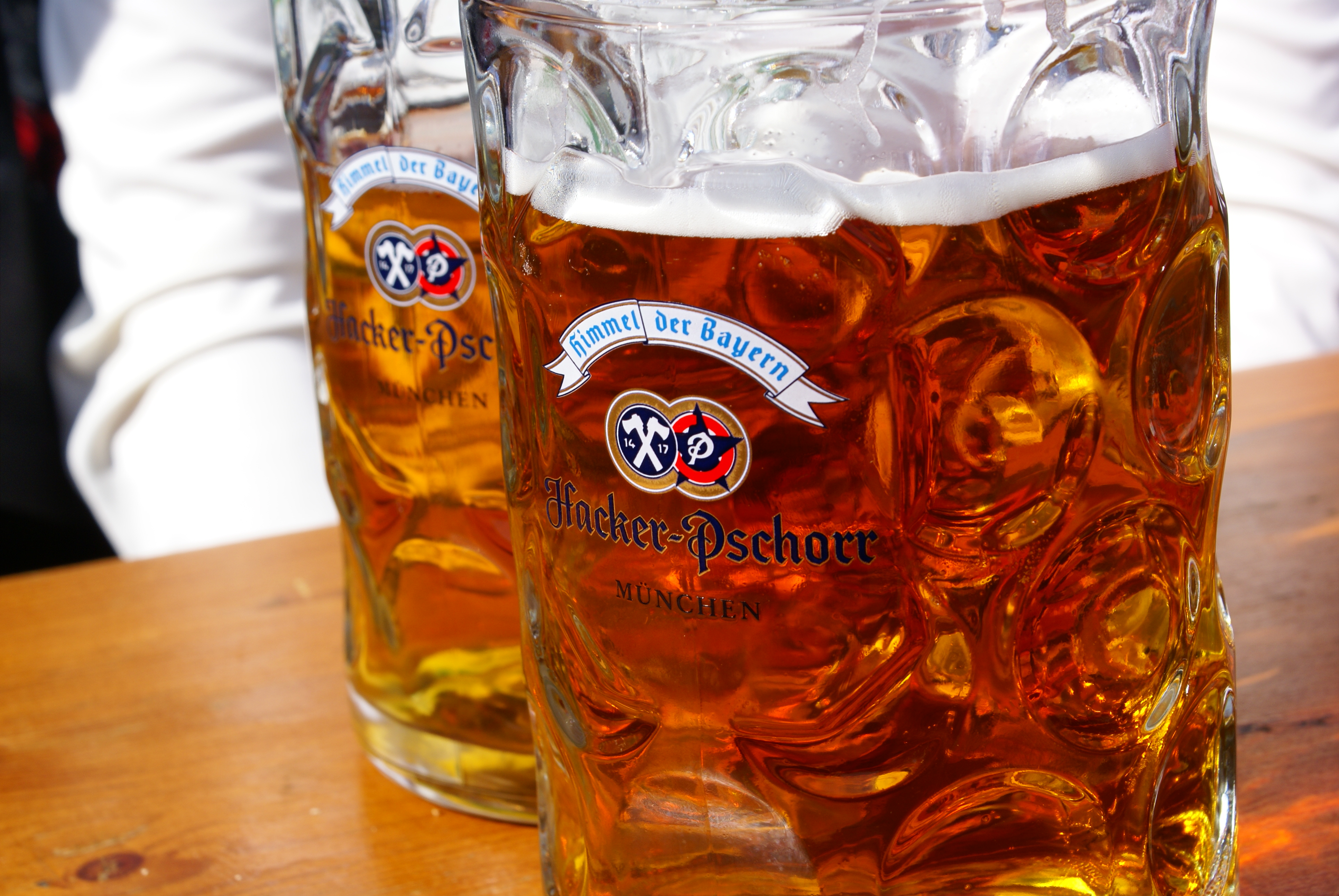
Hacker-Pschorr, dessen Logo (die überkreuzten Äxte) leicht variiert viele Merchandise-Artikel der Band ziert.

### Veröffentlichungen
- 1983: Kind sieh da nicht hin (EP, kein Label)
- 1988: Kettensägenkavalier – Special Tape – Sülz Läbl
- 1991: Die Mozart Tapes – Special Tape – Sülz Läbl
- 1992: Split-EP mit The Firebugs (Pin Up Records)
- 1993: Arminia EP (EP, Sülzläbel)
- 1998: Kein Bier, kein Ton... Wir Kommen Schon (Teenage Rebel Records)
- 2012: Die Arminia EP 3.0 – EP – Sülz Läbl
- 2015: Am Ende des Alphabets (Split-EP mit Yacøpsæ, Power It Up)

### Samplerbeiträge
- 1992 Soundz of the City – Auftakt
- 1996 Die Alm ruft!! – Langstrumpf Records
- 1997 Pogo in der Gegengerade – Wolverine Records
- 1999 Almrausch – Streetbeat Records
- 1999 Loudmouth! – the official Fanclub-Tribute to the Ramones
- 2002 Fun and Glory – Teenage Rebel Records
- 2002 Soundz of the City 2002 – Newtone
- 2004 Soundz of the City 2004 – Newtone
- 2005 Kampftrinker Stimmungshits Vol IV – Snake Rec
- 2006 A Tribute to Soilent Grün – Evil Killing Records
- 2007 Block Party – Arminia Fan Sampler – One More Than The Devil

### Filmmusik
- 2003 Operation Dance Sensation – Titeltrack